# Caciomorpha susua
Caciomorpha susua là một loài bọ cánh cứng trong họ Cerambycidae.